# 10 Years and Gunnin'
10 Years and Gunnin' è una greatest hits del gruppo hip hop statunitense M.O.P., pubblicato nel 2003 dalla Columbia Records. Il titolo è un riferimento a 100 Miles and Runnin', album degli N.W.A.. L'album ripropone DJ Premier e Big Jaz alle produzioni e la traccia collaborativa con Jay-Z presenta in Firing Squad (1996): la decisione d'inserire questa traccia è elogiata da Steve Juon di RapReviews. Inoltre, sempre secondo Juon, la collaborazione apre la strada del gruppo verso l'etichetta di Carter Roc-A-Fella Records. Busta Rhymes e Remy Ma si prestano assieme a Teflon in un remix del singolo di grande successo Ante Up (2000).

## Distribuzione e ricezione
Il disco è distribuito dalla Columbia per il mercato statunitense, dalla Sony Music e dalla Epic Records in Europa, e da una sottoetichetta della Sony per il mercato nipponico.
| Recensione | Giudizio |
| ---------- | -------- |
| AllMusic   | [ 1 ]    |
| RapReviews | [ 2 ]    |

Rob Theakston assegna all'album quattro stelle su cinque per AllMusic: «l'album è una mappa completa della carriera degli M.O.P. Partendo dal leggendario inno della East Coast How About Some Hardcore, la consegna coerente degli M.O.P. è inarrestabile e mentre alcuni rappers della East Coast sono orgogliosi di rivisitare argomenti come il loro fatturato netto, la loro collezione di automobili e altre cose materiali, M.O.P. lo tiene underground.» Theakston conclude scrivendo che secondo lui, la compilation è «una testimonianza della potenza del gruppo nel decennio precedente.»
Steve Juon di RapReviews recensisce entusiasticamente la raccolta, votando il prodotto con nove decimi. Juon scrive che «negli anni novanta, il premio per l'"artista rap più arrabbiato" sarebbe potuto esser assegnato a una dozzina di candidati diversi. In momenti differenti, Ice Cube, Sticky Fingaz, DMX e il sottovalutato Freddie Foxxx erano tra gli altri contendenti. Però, nella categoria del "gruppo rap più arrabbiato", un gruppo ha dominato l'intera roba [...] e questo è il Mash Out Posse. Billy Danze e Lil' Fame hanno un solo livello d'intensità ed è estremo.»
Juon aggiunge che «se gli M.O.P. fossero arrivati dal Sud, [il loro genere] si sarebbe chiamato "krunk" e proprio come i Three 6 Mafia, sarebbero stati fuori a squarciare il club.» Il critico musicale, definisce «assolutamente appropriata» la scelta d'inserire How About Some Hardcore come prima traccia del disco, poiché «definisce uno standard per il gruppo, che ha sempre cercato di eguagliarla o superarla, riuscendoci il più delle volte.» Il critico elogia in particolare il produttore Fizzy Womack per la produzione di Cold as Ice e il rapper Lil' Fame, definendo 10 Years and Gunnin' un album fantastico di un gruppo che è stato una leggenda nella sua epoca, ma non impeccabile a causa delle poche tracce classiche inserite.

## Tracce
1. How About Some Hardcore – 4:33 (musica: DR Period)
2. Handle Ur Bizness – 4:17 (musica: Laze E Laze)
3. Fly Nigga Hill Figga – 4:07 (musica: M.O.P.)
4. 4 Alarm Blaze (featuring Jay-Z & Tephlon) – 4:29 (testo: Shawn Carter, Jim Peterik – musica: Laze E Laze)
5. Ante Up (Robin Hoodz Theory) – 4:09 (musica: DR Period)
6. World Famous – 4:11 (testo: J.T. Burks, Donny Hathaway, C. Mann – musica: Big Jaz)
7. Downtown Swinga ('96) – 3:40 (DJ Premier)
8. Cold As Ice – 4:04 (testo: Lou Gramm, Mick Jones – musica: Fizzy Womack)
9. Born 2 Kill – 4:33 (Big Jaz)
10. Ante Up (Remix) (featuring Busta Rhymes, Tephlon & Remy Ma) – 3:33 (testo: Trevor Smith – musica: DR Period)

Durata totale: 41:36
Tracce bonus nell'edizione giapponese
1. DJ Premier Medley (Mix by Crooklyn's Finest DJ Uneek) – 4:03 (musica: DJ U-Neek)
2. Brooklyn-Jersey Get Wild (Remix) – 4:08 (musica: Treach)

## Classifiche settimanali
| Classifica (2003)         | Posizione massima |
| ------------------------- | ----------------- |
| US Top R&B/Hip-Hop Albums | 67                |